# Camponotus postcornutus
Camponotus postcornutus é uma espécie de inseto do gênero Camponotus, pertencente à família Formicidae.